# Ammoniumdihydrogenphosphat
Ammoniumdihydrogenphosphat (abgekürzt MAP von Monoammoniumphosphat) ist ein Ammoniumsalz der Phosphorsäure, bestehend aus den Ionen NH4+ (Ammoniumion) und H2PO4− (Dihydrogenphosphation). Es bildet farblose tetragonale Kristalle, die sich gut in Wasser lösen.

## Vorkommen
In der Natur ist Ammoniumdihydrogenphosphat als Mineral Biphosphammit bekannt.

## Synthese
Ammoniumdihydrogenphosphat lässt sich durch die Neutralisation von Ammoniak mit Phosphorsäure gewinnen.
{\displaystyle \mathrm {NH_{3}+H_{3}PO_{4}\rightarrow (NH_{4})H_{2}PO_{4}} }

## Verwendung

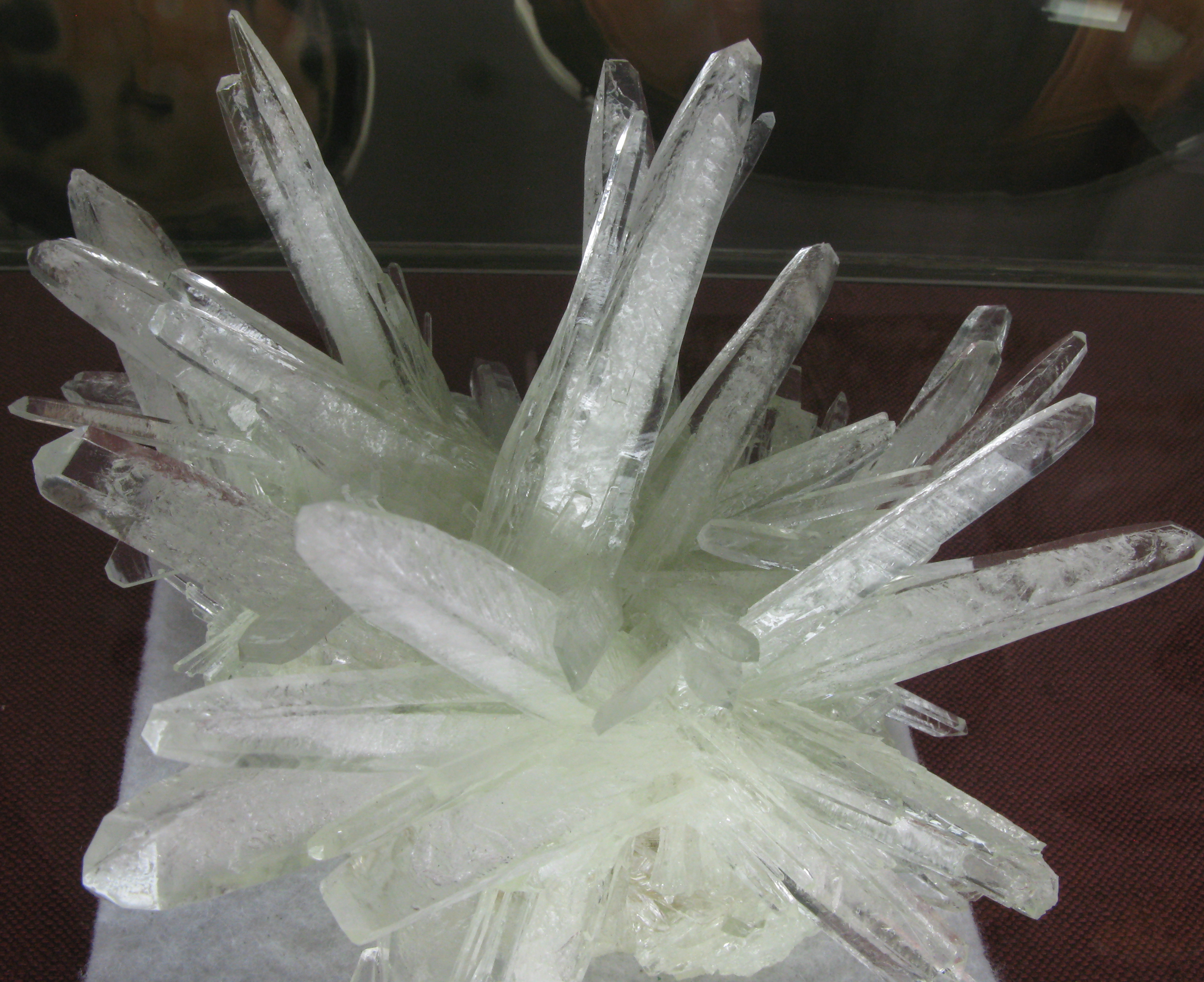
Gezüchtete Kristallstufe aus Ammoniumdihydrogenphosphat, ausgestellt im GeoMuseum Köln

Ammoniumdihydrogenphosphat wird hauptsächlich als Düngemittel verwendet. Daneben eignet es sich gut für die Kristallzüchtung. Außerdem wird es als ein Bestandteil von Feuerlöschpulvern verwendet.